# Cronologia da Quarta República Brasileira
Esta é uma cronologia da Quarta República Brasileira.

## 1947
- 19 de janeiro: São realizadas as eleições para governador, deputados estadual, prefeito e vereador.
- 6 de agosto: É fundado o Partido Socialista Brasileiro (PSB), no Rio de Janeiro.[1]
- 1 de setembro: O presidente dos Estados Unidos da América, Harry Truman, visita o país.[1]
- 2 de outubro: É fundado o Museu de Arte de São Paulo (MASP), no centro de São Paulo.
- 21 de outubro: O Brasil rompe relações diplomáticas com a União Soviética.[1]

## 1948
- 19 de maio: O presidente da República, Eurico Gaspar Dutra, envia ao Congresso Nacional mensagem que trata do "Plano Salte", cuja prioridade é o investimento nas áreas de Saúde, Alimentos, Transportes e Energia.

## 1949
- 20 agosto: O Congresso Nacional decreta e o presidente da República, Eurico Gaspar Dutra, sanciona a Lei nº 785, que "cria a Escola Superior de Guerra" (ESG), com sede no Rio de Janeiro.[1]
- 3 de outubro: São realizadas as eleições diretas para presidente, deputado federal, senador, governador, deputado estadual, prefeito e vereadores. Getúlio Vargas, candidato do PTB, é eleito presidente da República com 3 849 040 votos

## 1950
- 12 de julho: O primeiro número da revista O Pato Donald é lançado, dando origem à Editora Abril, fundada por Victor Civita.[2]
- 18 de setembro: A primeira emissora de televisão do Brasil, a TV Tupi, inicia suas transmissões.
- 3 de outubro: São realizadas as eleições diretas para presidente, deputado federal, senador, governador, deputado estadual, prefeito e vereadores. Getúlio Vargas, candidato do PTB, é eleito presidente da República com 3 849 040 votos.

## 1951
- 19 de janeiro: Inaugurada pelo presidente brasileiro Eurico Gaspar Dutra a Rodovia Presidente Dutra ligando São Paulo e Rio de Janeiro.

- 31 de janeiro: Getúlio Vargas toma posse novamente como presidente da República.

## 1952
- 15 de março: O Acordo Militar Brasil-Estados Unidos é assinado.
- 20 de junho: O Banco Nacional de Desenvolvimento Econômico e Social (BNDES) é criado.
- 16 de outubro: É criada a Conferência Nacional dos Bispos do Brasil (CNBB).

## 1953
- 24 de março: Jânio Quadros é eleito prefeito da cidade de São Paulo.[1]
- 19 de abril: É inaugurado o Museu do Índio no Rio de Janeiro.
- 25 de julho: É criado o Ministério da Saúde.
- 3 de outubro: É criada a Petrobras pelo presidente Getúlio Vargas.

## 1954
- 10 de abril: A Eletrobras é criada pelo presidente Getúlio Vargas.
- 5 de agosto: O jornalista Carlos Lacerda é atingido por um tiro de raspão no pé e o major da Força Aérea Brasileira, Rubens Florentino Vaz, é assassinado na rua Tonelero, no bairro de Copacabana, no Rio de Janeiro onde ocorre o chamado Crime da rua Tonelero.
- 7 de agosto: Climério Euribes de Almeida um dos pistoleiros, que atentaram contra a vida do jornalista Carlos Lacerda, e membro da guarda presidencial, é citado como envolvido no crime do major aviador Rubens Florentino Vaz.[1]
- 13 de agosto: A Aeronáutica prende Alcino João do Nascimento. Ele confessa o crime que matou o major aviador Rubens Florentino Vaz e que foi contratado por Climério Euribes de Almeida.[1]
- 18 de agosto: Climério Euribes de Almeida é capturado e confirma ter sido contratado por Gregório Fortunato, chefe da guarda pessoal do presidente da República, para a execução do atentado ocorrido na rua Toneleros, no bairro de Copacabana.[1]
- 24 de agosto: Getúlio Vargas comete suicídio no Palácio do Catete e é substituído por seu vice-presidente Café Filho.
- 26 de agosto: Getúlio Vargas é sepultado em São Borja, Rio Grande do Sul.
- 3 de outubro: Ocorrem as eleições diretas para deputados federais, senadores, deputados estudais, prefeituras e vereadores.

## 1955
- 31 de janeiro: Eleito, Jânio Quadros assume o governo do Estado de São Paulo.
- 23 de março: Falecimento do ex-presidente da República Arthur Bernardes.
- 3 de outubro: São realizadas as eleições diretas para presidente, governador, prefeito e vereador. Juscelino Kubitschek é eleito presidente da República com 3 077 411 votos.[3]
- 3 de novembro: O presidente Café Filho é hospitalizado após sofrer ataque cardíaco.
- 8 de novembro: Café Filho se afasta da Presidência da República por motivos de saúde e o presidente da Câmara dos Deputados, Carlos Luz, assume interinamente.
- 11 de novembro: Carlos Luz, presidente da República, é deposto e substituído pelo vice-presidente do Senado, Nereu Ramos.
- 25 de novembro: O presidente da República, Nereu de Oliveira Ramos, decreta o estado de sítio, que vigora até a posse do presidente eleito Juscelino Kubitschek.

## 1956
- 31 de janeiro: Posse de Juscelino Kubitschek como presidente da República.
- 1 de fevereiro: O presidente da República, Juscelino Kubitschek, apresenta o seu "Plano de Metas". O programa consiste em 30 metas agrupadas em cinco setores: energia, transportes, alimentos, indústrias de base e a construção de Brasília.
- 10 de fevereiro: Início da Revolta de Jacareacanga uma rebelião de militares da Força Aérea Brasileira.
- 29 de fevereiro: Fim da Revolta de Jacareacanga.
- 16 de abril: No plenário da Câmara dos Deputados do Brasil é lida a Mensagem de autoria do Poder Executivo, que dispõe sobre a mudança da Capital Federal, que cria-se, ainda, a Companhia Urbanizadora da Nova Capital (Novacap).[4]
- 5 de setembro: O primeiro automóvel de fato fabricado do país, Romi-Isetta, é lançado.
- 10 de novembro: É inaugurado o Catetinho, a primeira residência oficial do presidente Juscelino Kubitschek, na cidade de Brasília.
- 14 de dezembro: Autorizada pelo presidente da República, Juscelino Kubitschek, a compra de um porta-aviões, de propriedade da Inglaterra, para a Marinha do Brasil, batizado de Minas Gerais.
- 17 de dezembro: O governo brasileiro aceita o pedido dos Estados Unidos da América de construir uma base militar em Fernando de Noronha em troca de 100 milhões de dólares em armamentos.[5]

## 1957
- 14 de janeiro: O governo brasileiro envia tropas militares para o Canal de Suez. Os brasileiros irão reforçar as tropas da Organização das Nações Unidas (ONU) que ocupam o canal.[1]
- 18 de fevereiro: Falecimento do ex-presidente da República Washington Luiz.[1]
- 19 de fevereiro: Falecimento do marechal Cândido Rondon.[1]
- 28 de fevereiro: É criada a Furnas Centrais Elétricas S/A.[1]
- 16 de março: Anunciada oficialmente como vencedora a proposta apresentada por Lúcio Costa para a construção de Brasília, em votação unânime.
- 7 de julho: Pelé estreia na Seleção Brasileira de Futebol, aos 16 anos, e marca um dos gols da partida da Copa Rocca contra a Argentina, no Maracanã.

## 1958
- 13 de março: Início da greve geral em Recife.
- 16 de março: É fundado o Zoológico de São Paulo.
- 30 de junho: É inaugurado o Palácio da Alvorada, em Brasília.[1]
- 3 de outubro: São realizadas as eleições diretas para deputado federal e senador, governador, deputado estadual, prefeito e vereadores.

## 1959
- 21 de maio: A Favela de Catacumba é demolida no Rio de Janeiro.
- 17 de junho: Juscelino Kubitschek rompe com o FMI.[6]
- 2 de dezembro: Ocorre uma rebelião de militares da Força Aérea Brasileira por dois dias a Revolta de Aragarças.
- 10 de dezembro: A União Democrática Nacional (UDN) lança a candidatura de Jânio da Silva ao cargo de presidente da República.[1]
- 15 de dezembro: É criada a Sudene.

## 1960
- 24 de fevereiro: O presidente norte-americano Dwight Eisenhower visita o país.[1]
- 21 de abril: Inaugurada Brasília, a nova capital do país, que foi sediada no novo Distrito Federal. O antigo Distrito Federal que sediava a antiga capital (que era o Rio de Janeiro) torna-se o estado da Guanabara.
- 3 de outubro: São realizadas as eleições diretas para presidente, governador, prefeito e vereadores. Jânio Quadros é eleito presidente com 5 636 623 votos contra 3 846 825 votos do marechal Henrique Baptista Duffles Teixeira Lott (MG).[7] O jornalista Carlos Lacerda (RJ) é eleito o primeiro governador do estado da Guanabara.
- 13 de dezembro: O Imperador Haile Selassie da Etiópia visita o Brasil.[8]

## 1961
- 31 de janeiro: Jânio Quadros é empossado presidente da República.
- 25 de agosto: Jânio Quadros renúncia ao cargo de presidente da República. O presidente da Câmara dos Deputados, Ranieri Mazzilli, assume interinamente a Presidência da República, começa a Campanha da Legalidade.
- 2 de setembro: A Emenda Constitucional nº 4 adota o parlamentarismo no país.
- 4 de setembro: Forças de Leonel Brizola invadem Santa Catarina.[9]
- 7 de setembro: João Goulart toma posse como presidente da República.
- 8 de setembro: Instalado o primeiro gabinete, presidido por Tancredo Neves.
- 23 de novembro: As relações diplomáticas com a União Soviética são restabelecidas.

## 1962
- 15 de junho: Acre torna-se o Estado.
- 21 de abril: É inaugurada a Universidade de Brasília (UnB).
- 7 de outubro: Ocorrem as eleições diretas para deputado federal e senador, governador, deputado estadual, prefeito, vice e vereadores.

## 1963
- 6 de janeiro: No plebiscito sobre a forma e o sistema de governo do país, o presidencialismo vence com 9 457 488 votos contra o parlamentarismo com 2 073 582 após a renúncia de Jânio Quadros.
- 12 de setembro: Ocorre a rebelião dos sargentos da Marinha e da Aeronáutica.[10]
- 23 de fevereiro: Os primeiros imigrantes coreanos chegam ao país.
- 6 de outubro: O 4º Exército ocupa as ruas de Recife para conter trinta mil camponeses em passeata por melhores condições de trabalho e reforma agrária.
- 20 de dezembro: A Confederação Nacional dos Trabalhadores da Agricultura é fundada.[10]